# Jerónimo Luis de Cabrera
Pour les articles homonymes, voir Cabrera.
Jerónimo Luis de Cabrera (Séville, 1538 – Lima, 15 août 1574) est un conquistador espagnol, fondateur de la ville argentine de Córdoba.
Issu d'une famille d'Hidalgos, il embrasse la carrière militaire et entre dans l'armée à l'âge de dix ans. il émigre aux Indes occidentales, l'actuelle Amérique latine et s'établit à Cuzco au Pérou, l'ancienne capitale de l'empire inca. Depuis cette ville il engage une importante série de conquêtes dans les vallées d'Ica et Pisco. En 1563, il fonde Villa de Valverde (du nom du missionnaire Vicente Valverde), l'actuelle Ica.
Il est nommé juge de Charcas et de Potosí et en 1571 il prend la charge de gouverneur de  Tucuman. Pour chercher un débouché du Pérou sur l'océan Atlantique il monte une expédition qui débouche sur le Rio de la Plata. Au cours de cette expédition, il fonde au centre de la future Argentine la ville de Córdoba le 6 juillet 1573, tentant d'unifier cette région avec le Pérou. Cette fondation enfreint les consignes du vice-roi Toledo, opposé à cette implantation : Cabrera est décapité à Lima le 15 août 1574.